# Anastasia Chaun
Anastassia Edouardovna Tchaoun (en russe : Анастасия Эдуардовна Чаун ; transcription anglaise : Anastasia Chaun ; née le 11 septembre 1988 à Moscou) est une nageuse russe en activité spécialiste des épreuves de brasse. Elle se révèle en 2010 sur la scène internationale en devenant championne d'Europe du 200 m brasse à Budapest.

## Biographie
Petite-fille d'un poloïste médaillé de bronze avec l'équipe d'URSS lors des Jeux olympiques d'été de 1956, Anastasia Chaun n'effectue son apparition sur la scène internationale que bien tardivement. En décembre 2009, pour sa première participation aux Championnats d'Europe en petit bassin organisés à Istanbul, elle termine quatrième du 200 m brasse à moins d'une seconde du podium. Médaillée d'argent aux Championnats de Russie 2010 sur cette épreuve, elle se qualifie pour les Championnats d'Europe en grand bassin se tenant à Budapest durant l'été. Elle y remporte la médaille d'or en ôtant presque trois secondes à son record personnel durant la compétition. En finale, elle s'impose en 2 min 23 s 50, avec près d'une seconde d'avance sur la Norvégienne Sara Nordenstam, nouveau record des championnats en prime. Chaun ne participe pas aux championnats du monde 2011 en raison d'une phlébite qui s'est déclenchée à la suite d'un contrôle antidopage.

## Palmarès

### Championnat d'Europe
Grand Bassin
- Championnats d'Europe 2010 à Budapest ( Hongrie) : 
  -  Médaille d'or sur 200 m brasse

Petit bassin
- Championnats d'Europe en petit bassin 2010 à Eindhoven ( Pays-Bas) :
  -  Médaille d'or sur 200 m brasse
- Championnats d'Europe en petit bassin 2011 à Szczecin ( Pologne) :
  -  Médaille d'argent sur 200 m brasse

## Records

### Records personnels
| Épreuve      | Temps         | Compétition                | Lieu              | Date         |
| 100 m brasse | 1 min 8 s 79  | Championnats d'Europe 2010 | Budapest, Hongrie | 10 août 2010 |
| 200 m brasse | 2 min 23 s 50 | Championnats d'Europe 2010 | Budapest, Hongrie | 13 août 2010 |